# Vertrag von Ponte Mammolo
Der Vertrag von Ponte Mammolo war ein Vertrag, der zur Beilegung des Investiturstreits zwischen dem römisch-deutschen König Heinrich V. und dem Papst Paschalis II. am 11. April 1111 ausgehandelt und am 12. April unterzeichnet wurde.

## Geschichte

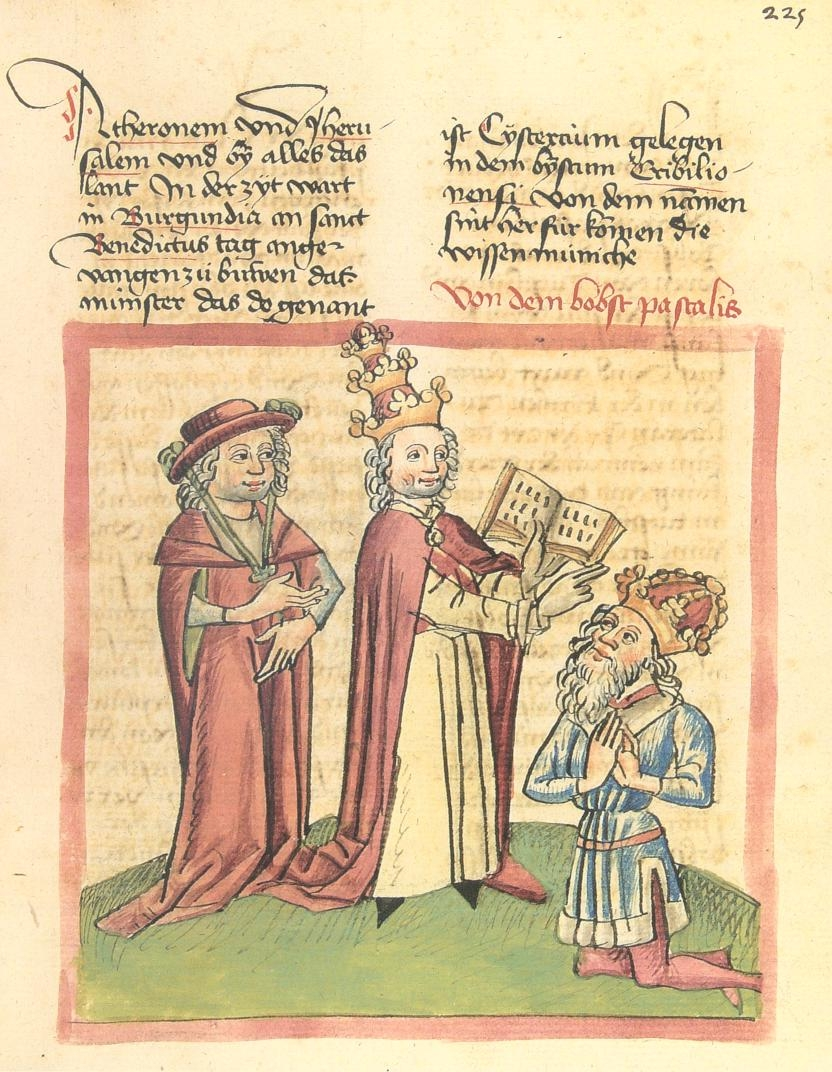
Kaiserkrönung Heinrichs V. durch Paschalis II., Buchmalerei aus dem Chronicon pontificum et imperatorum des Martin von Troppau, 15. Jahrhundert

Wie seine Vorgänger strebte Heinrich V. seine Krönung zum römisch-deutschen Kaiser an. Nach den Vorstellungen seiner Zeit bedurfte er hierzu der kirchlich-liturgischen Mitwirkung des Papstes. Mit Paschalis II. lag er aber in der Frage der Investitur von hohen Geistlichen im Streit. Mit einem Heer zog er nach Reichsitalien und nach Rom. Mit dem Papst einigte sich Heinrich im Vergleich von Sutri am 9. Februar 1111 darauf, die Investitur zukünftig dem Papst zu überlassen, wenn Papst und Kirche ihrerseits auf die Regalien verzichteten, also auf die Ausübung von Staatsgewalt durch Bischöfe und Äbte im Reich. Weil die Bischöfe somit ihre weltliche Macht, also Reichsgüter und Hoheitsrechte wie lukrative Zölle, Märkte und Münze, verlieren sollten, widersetzten sie sich. Der Aufstand der Bischöfe unterbrach sodann die Zeremonienfolge der Kaiserkrönung, die schon damit begonnen hatte, dass Heinrich dem Papst öffentlich die Füße küsste. Empört über die Revolte, ließ Heinrich den Papst und Kardinäle, deren er habhaft werden konnte, gefangen setzen.
Nach sechzig Tagen Haft unterschrieb Paschalis II. den Vertrag von Ponte Mammolo, benannt nach dem Ponte Mammolo, einer Brücke über den Aniene nordöstlich vor den Toren der Stadt Rom. Darin verlieh er Heinrich das volle Recht der Investitur. Somit konzedierte er dem König die Praxis, die Bischöfe und Äbte – noch vor ihrer Weihe – mit Ring und Stab einzusetzen, mit Reichsgütern und Hoheitsrechten zu belehnen sowie zur Gefolgschaft zu verpflichten. Darüber hinaus sollten vom König nicht investierte Bischöfe und Äbte auch nicht die kirchliche Weihe erhalten dürften. Ferner löste der Papst den Kirchenbann, mit dem er Heinrich IV. belegt hatte, und räumte in dem Vertrag ein, dass er auch den jetzigen römisch-deutschen König nicht mehr mit dem Bann belegen kann. Außerdem sicherte er dem König die Kaiserkrönung zu, die am 13. April 1111 tatsächlich auch stattfand. Danach zog sich der Kaiser in seinen nördlichen Reichsteil zurück.
Der Vertrag stieß auf den Unwillen der römischen Kirche. Placidus von Nonantola verurteilte ihn in seinem polemischen Traktat Liber de honore ecclesiae (1111). Paschalis II. hielt sich zunächst an die vertraglichen Abmachungen, jedoch auf einem kirchlichen Treffen, das im März 1112 im Lateran stattfand, erklärte er den Vertrag von Ponte Mammolo zu einem „Pravileg“, zu einer Schandurkunde. Das Dokument widerspreche dem Kirchenrecht, weil es unter Zwang und ohne Zustimmung der Kardinäle zustande gekommen sei. Auf dem Treffen wurde der Papst gezwungen, das Investiturrecht wieder anzunehmen.
In der Historienmalerei des 19. Jahrhunderts wurde der Konflikt zwischen Reich und römischer Kirche vor dem Hintergrund des aufkommenden Kulturkampfes von dem Maler Carl Friedrich Lessing in zwei Gemälden mit dem Titel Die Gefangennahme des Papstes Paschalis (1840, 1858) behandelt.